# Datana major
Datana major är en fjärilsart som beskrevs av Augustus Radcliffe Grote och Robinson 1866. Datana major ingår i släktet Datana och familjen tandspinnare. Inga underarter finns listade i Catalogue of Life.

## Bildgalleri

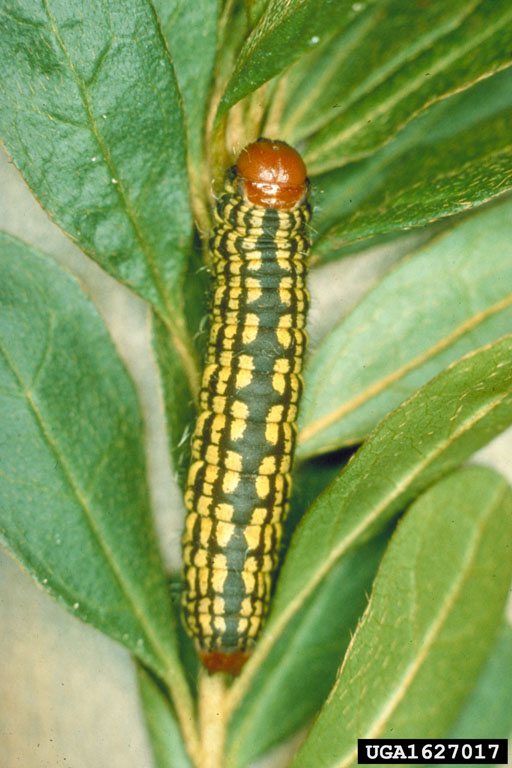
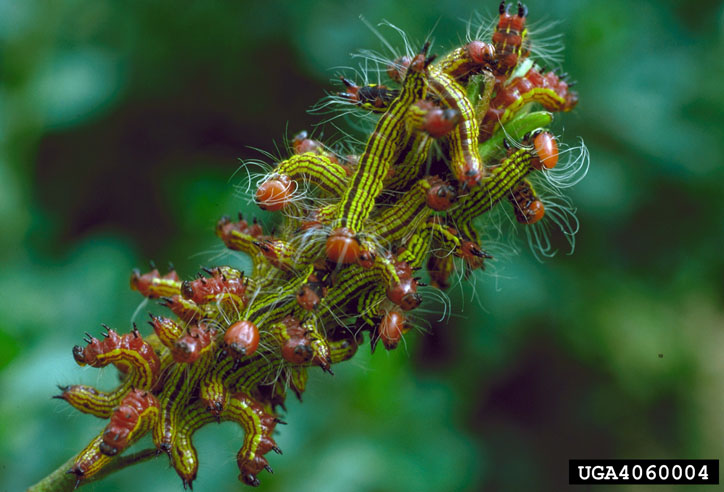
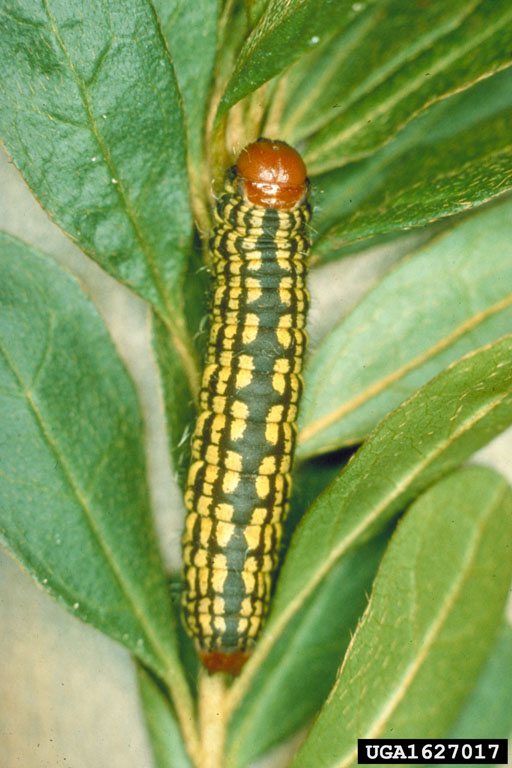
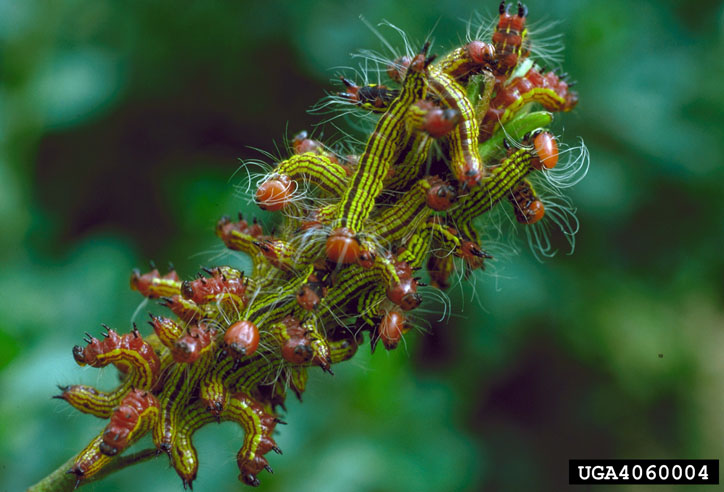